# تونکا، مالی
تونکا (به لاتین: Tonka) یک منطقهٔ مسکونی در مالی است که در استان تومبوکتو واقع شده‌است.
 تونکا ۱٬۰۲۳ کیلومتر مربع مساحت و ۵۳٬۴۳۸ نفر جمعیت دارد.